# Anticlimax
Anticlimax (лат.) — род брюхоногих моллюсков семейства Tornidae. Впервые выделен малакологами Пилсбри и Макгинти в 1946 году.

## Систематика
В состав рода включают следующие виды:
- Anticlimax annae Pilsbry & Olsson, 1950
- Anticlimax athleenae Pilsbry & McGinty, 1946
- Anticlimax crassilabris Aguayo & Borro, 1946
- Anticlimax decorata Rolán, Fernández-Garcés & Rubio, 1997
- † Anticlimax hispaniolensis Pilsbry & Olsson, 1950
- Anticlimax locklini Pilsbry & Olsson, 1950
- Anticlimax occidens Pilsbry & Olsson, 1952
- Anticlimax pilsbryi McGinty, 1945
- Anticlimax proboscidea Aguayo, 1949
- Anticlimax schumoi Vanatta, 1913
- Anticlimax willetti Hertlein & Strong, 1951

## Распространение, общая характеристика
Типовые экземпляры описаны из побережий регионов Северной Америки.
Ранние представители рода Anticlimax известны с миоценовой формации у берегов Гаити. Виды особенно отличаются благодаря раковинам куполообразной формы с осевыми неровностями у основания.